# 로빈슨 R44

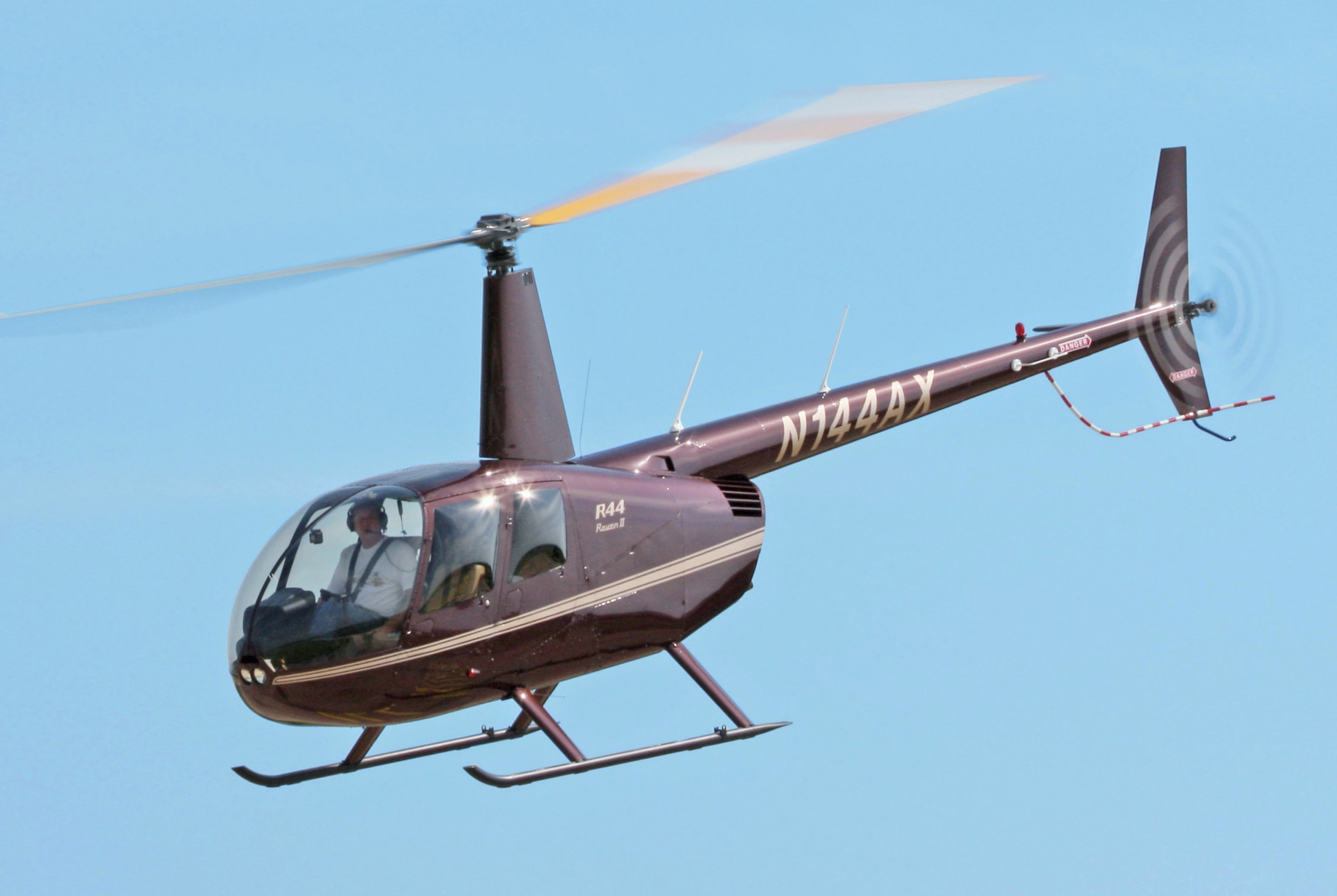

로빈슨 R44(Robinson R44)는 로빈슨 헬리콥터 컴퍼니(Robinson Helicopter Company)가 1992년부터 생산한 4인승 소형 헬리콥터이다. 이 회사의 2인승 로빈슨 R22에서 파생된 R44는 유압 보조 비행 제어 장치와 더 큰 엔진을 갖추고 있다. 1990년 3월 31일 첫 비행을 했고 1992년 12월 FAA 인증을 받았으며 1993년 2월 첫 인도를 받았다.
R44는 1999년부터 매년 세계에서 가장 많이 팔린 일반 항공(GA) 헬리콥터였다. 2001년부터 2020년까지 5,941대가 납품된 21세기 가장 많이 생산된 GA 항공기 중 하나이다.

## 설계
R44는 반강체 2개의 블레이드 메인 로터, 2개의 블레이드 테일 로터 및 스키드 랜딩 기어를 갖춘 단일 엔진 헬리콥터이다. 조종사와 3명의 승객을 위한 2열의 나란히 좌석이 있는 밀폐형 객실이 있다. R44의 테일 로터 회전 방향은 향상된 요 제어 권한을 위해 R22에 비해 반대이다. R44에서는 전진 블레이드가 바닥에 있다.

## 사건 사고
- 2024년 10월 20일 오후 8시경, 미국 텍사스주 엘링턴 공항에서 이륙해 휴스턴 동부 세컨드 워드로 비행하던 에어 투어(air tour) 헬리콥터 한 대가 라디오타워와 충돌 후 추락해 어린이 한 명 포함 탑승자 4명 전원 사망.

- 2025년 5월 17일 오후 12시 30분 경, 에스토니아 탈린에서 에어쇼가 열리는 핀란드 코케마키의 피이카야르비 비행장으로 향하던 두 대의 로빈슨 R44 레이븐 헬리콥터가 핀란드 남서부 유라 비행장(영어판) 근처에서 공중 충돌해, 에스토니아의 사업가 올렉 소나할그(영어판), 프리트 야간트, 야간트의 아내 릴리트 포함 탑승자 5명 전원 사망.

## 같이 보기
- 벨 206